# Olbrzymi akson kałamarnicy
Olbrzymi akson kałamarnicy – szczególny typ aksonu występujący u większości kałamarnic. Wysyłający go neuron przekazuje bodziec nerwowy do lejka i zawiaduje jego skurczem, wyrzucającym wodę z jamy płaszczowej głowonoga. Akson tego neuronu ma długość do 10 cm i średnicę do 1 mm, czyli 100 razy większą niż średnica przeciętnego aksonu kręgowców. Taka budowa zwiększa szybkość przewodzenia potencjału czynnościowego wzdłuż aksonu i jest ewolucyjnym przystosowaniem kałamarnic, pozwalającym im na szybsze zainicjowanie reakcji ucieczki. 
Jako pierwszy olbrzymiego aksonu kałamarnicy jako użytecznego modelu do badań nad potencjałami czynnościowymi użył John Zachary Young w 1936 roku. Rozmiary aksonu kałamarnic umożliwiały w tym czasie manipulacje niedostępne jeszcze wobec aksonów kręgowców, takie jak pierwsze metody pomiarowe przezbłonowych prądów w czasie pobudzenia komórki nerwowej. Dzięki temu rozwinięto techniki voltage clamp i patch clamp. W 1952 roku na podstawie doświadczeń na tych aksonach Alan Lloyd Hodgkin i Andrew Fielding Huxley opracowali tzw. model Hodgkina-Huxleya, opisujący mechanizmy jonowe decydujące o potencjałach czynnościowych w komórkach nerwowych. Za te badania Hodgkin i Huxley zostali uhonorowani w 1963 roku Nagrodą Nobla w dziedzinie fizjologii i medycyny. Obecne techniki pozwalają badać również aksony kręgowców, jednak aksony kałamarnic są wciąż atrakcyjnym obiektem badań, m.in. dzięki łatwemu dostępowi do aksoplazmy.